# Jacob Verheije

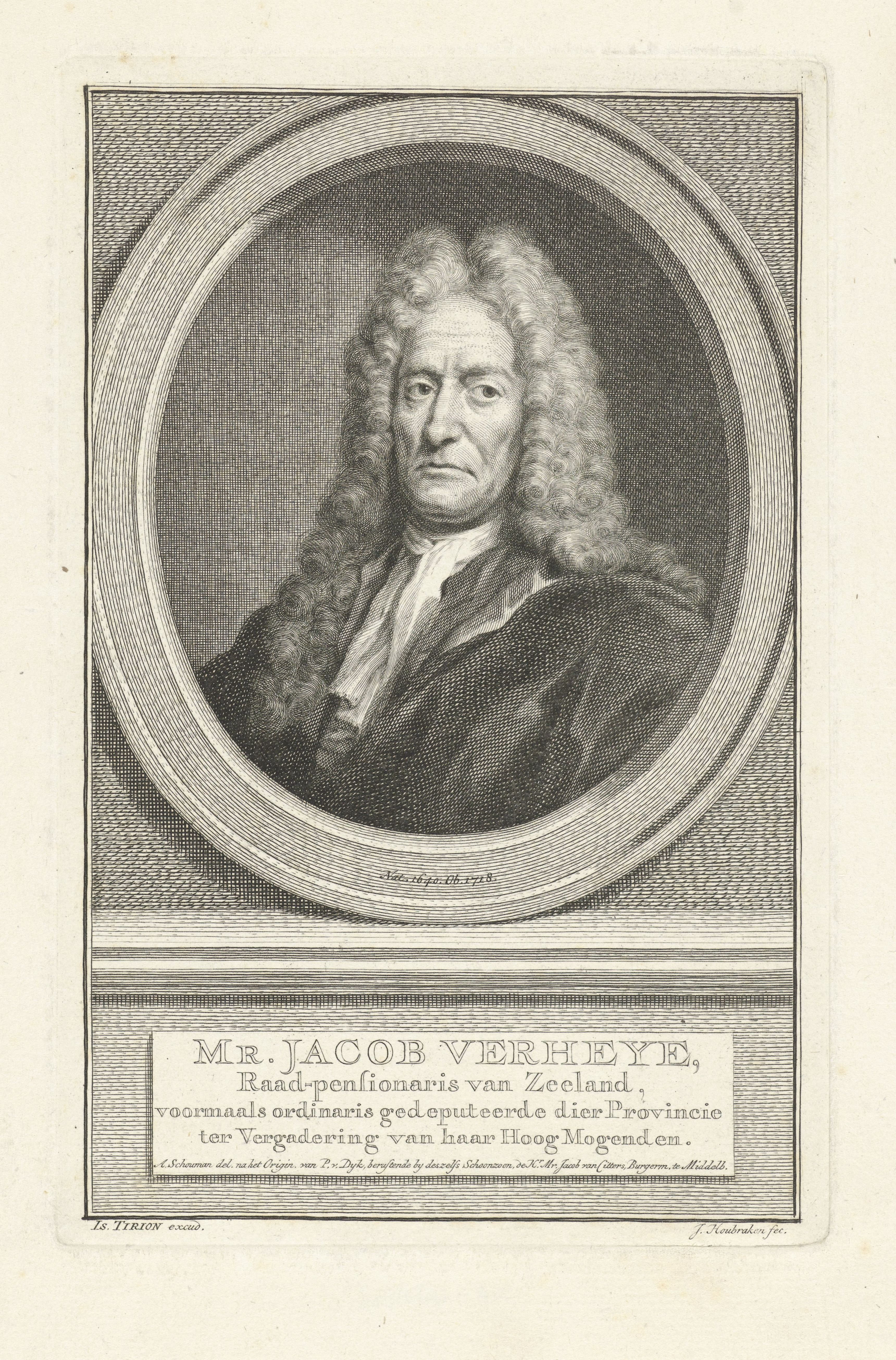
Jacob Verheije

Jacob Verheije (Zierikzee, 7 augustus 1640 - Middelburg 16 augustus 1718) was raadpensionaris van Zeeland van 1687 tot 1715. Hij was de zoon van Cornelis Verheije en Quirina Hollenboom. Door zijn huwelijk met de Johanna de Jonge van Ellemeet was hij de zwager van Cornelis de Jonge van Ellemeet, ontvanger-generaal van de Unie.
Na een loopbaan als secretaris en pensionaris van Zierikzee werd hij in 1683 benoemd tot secretaris van Zeeland. In 1687 werd hij raadpensionaris als opvolger van Pieter de Huybert. Bij de troebelen na de dood van stadhouder Willem III deed hij een verzoek tot ontslag. Dit werd hem geweigerd en hem werd door de Staten van Zeeland een acte van protectie en indemniteit verleend. Hij bleef tijdens de eerste jaren van het Tweede Stadhouderloze Tijdperk ook in functie en poogde diverse malen de orangisten en de patriotten te verzoenen. Na herhaalde verzoeken werd hem pas in 1715 op vijfenzeventigjarige leeftijd eervol ontslag verleend. Zijn schoonzoon Caspar van Citters volgde hem in 1718 op als raadpensionaris van Zeeland.